# When the Whip Comes Down
Singles de The Rolling Stones
Miss You
(1978) Emotional Rescue
(1980)
Singles américains des Rolling Stones
Miss You
(1978) Shattered
(1978)
Pistes de Some Girls
Miss You Just My Imagination (Running Away with Me)
When the Whip Comes Down est une chanson du groupe de rock britannique The Rolling Stones parue d'abord le 9 juin 1978 sur l'album Some Girls, puis le 9 septembre 1978 sur le single américain Beast of Burden et le 15 septembre 1978 sur le single britannique Respectable. Elle est signée Mick Jagger/Keith Richards bien que Mick ait écrit les paroles seul.
L'enregistrement de la chanson est marquée par la rencontre avec le groupe Téléphone, dont le guitariste Louis Bertignac va influencer le solo de Ronnie Wood sur la chanson.

## Enregistrement
La chanson est enregistrée durant les premières sessions de l'album du 10 octobre au 21 décembre 1977 aux studios Pathé-Marconi à Boulogne-Billancourt. Ces sessions sont marquées par la rencontre du groupe avec le jeune groupe français Téléphone qui répètent dans le studio d'à côté avant d'aller à Londres enregistrer le premier album éponyme,.
Admirateur des Rolling Stones, le guitariste de Téléphone Louis Bertignac écoute à travers la porte du studio le groupe travailler le premier soir des sessions, quand le batteur Charlie Watts le surprend et l'invite à venir assister aux sessions. Ainsi chaque soir après la fin des répétitions avec Téléphone, Louis se mettra régulièrement à jouer des improvisations avec Charlie, le second guitariste Ronnie Wood et le bassiste Bill Wyman, avant le retour de Mick Jagger vers 3h du matin,. C'est le guitariste français qui va aider Ronnie Wood à trouver le bon solo de pedal steel guitar sur la chanson When the Whip Comes Down, le guitariste des Stones étant en manque d'inspiration.

## Analyse des paroles
Assez inhabituel, même pour la fin des années 1970, les paroles traitent ouvertement du point de vue d'un homme gay :

« Ouais, maman et papa m'ont dit que j'étais fou de rester/J'étais gay à New York, j'étais pédé à L.A./Alors j'ai économisé mon argent et j'ai pris l'avion/Où que j'aille, ils me traitent de la même manière. »

Dans une interview accordée en 1978 au magazine Rolling Stone à l'occasion de la sortie de Some Girls, Mick Jagger a répondu aux questions concernant les paroles de la chanson : "aucune idée de pourquoi je l'ai écrit. C'est étrange - les Rolling Stones ont toujours attiré beaucoup d'hommes... Je ne sais pas pourquoi je l'ai écrit. Peut-être que je suis sorti du placard {rires}. Il s'agit d'une personne imaginaire qui vient de LA à New York et devient un éboueur... J'espère bien que les stations de radio le diffuseront". Les paroles pourraient être interprétées comme impliquant que le chanteur devient un prostitué :
Dans une interview de 1978 avec Rolling Stone pour promouvoir la sortie de Some Girls, Mick Jagger a répondu aux questions concernant les paroles de la chanson : "... il y a une chanson qui est directement sur le thème gay, When the Whip Comes Down, mais je n'en aucune idée pourquoi je l'ai écrite. C'est étrange, les Rolling Stones ont toujours attiré beaucoup d'hommes... Je ne sais pas pourquoi je l'ai écrit. Peut-être que je suis sorti du placard (rires). C'est à propos d'une personne imaginaire qui vient de Los Angeles à New York et devient éboueur... J'espère que les radios vont le diffuser." Les paroles pourraient être interprétées comme impliquant que le narrateur devient un prostitué,.

« Ouais je vais à la 53e rue et ils me crachent au visage/Mais j'apprends les ficelles du métier, ouais, j'apprends un métier/Les camionneurs d'East River regorgent de déchets/J'ai tellement d'argent mais je dépense c'est si rapide. »

« Ouais, certains m'appellent ordure quand je balaie la rue/Mais je ne roule jamais et je ne triche jamais/Et je comble un besoin, ouais, je bouche un trou/Ma maman est tellement contente que je ne le sois pas au chômage. »

## Structure musicale
When the Whip Comes Down est une des chansons de Some Girls qui ne comporte que les principaux membres des Stones. Jagger au chant partage les partiesde guitares électriques avec Richards et Ron Wood. Ce dernier joue le solo de pedal steel guitar, un instrument présent sur d'autre chansons de l'album telles que Shattered et Far Away Eyes. Bill Wyman joue de la basse, tandis que Charlie Watts fournit le rythme distinctif de la chanson.
Il existe des versions à la fois de la piste instrumentale de base et de la piste d'accompagnement entièrement développée avec des paroles supplémentaires, qui durent plus de dix minutes, largement disponibles sur des bootlegs.

## Parution et réception
La chanson apparait en face B d'abord sur le single Beast of Burden, puis sur celui de Respectable.
Un enregistrement en concert au Detroit Masonic Temple le 6 juillet 1978 a été inclus sur la compilation Sucking in the Seventies en 1981, qui couvrait une grande partie des chansons du groupe de la fin des années 70. L'enregistrement en concert de Licks Tour a été enregistré et publié sur l'album live Live Licks en 2004.
When the Whip Comes Down est aussi le nom d'un album pirate de 16 titres de Nine Inch Nails, tiré de leur concert au festival Woodstock 94.

## Personnel
Crédités:
- Mick Jagger: chant, guitare électrique, chœurs
- Keith Richards: guitare électrique, chœurs
- Ron Wood: guitare électrique, pedal steel guitar, chœurs
- Bill Wyman: basse
- Charlie Watts: batterie